# Теорема Паулі
Теорема Паулі про зв'язок спіну зі статистикою — теорема квантової теорії поля, яка пов'язує спін вільних одночастинкових станів зі статистикою (Бозе — Ейнштейна чи Фермі — Дірака), яка їх описує. Теорема була сформульована та доведена Вольфгангом Паулі у 1940 році у статті «Зв'язок між спіном і статистикою».

## Формулювання теореми
Теорема Паулі зазвичай формулюється наступним чином:

Нехай простір станів фізичної системи має додатно визначену метрику, і кожному стану відповідає додатня енергія. Тоді у локальній лоренц-інваріантній теорії поля, в якій виконуються ці дві умови, поля, які описують частинки із цілим спіном, локально комутують між собою та із спінорними полями, а поля, що описують частинки із напівцілим спіном, локально антикомутують.

## Доведення теореми[2]
1. Отже, нехай {\displaystyle \ x,y} — довільні точки простору Мінковського, розділені простороподібним інтервалом {\displaystyle \ (x-y)^{2}=(t_{x}-t_{y})^{2}-(\mathbf {x} -\mathbf {y} )^{2}<0}. За час {\displaystyle \ t_{x}-t_{y}} збурення, яке вийшло з точки {\displaystyle \ x} та розповсюджується із швидкістю в {\displaystyle \ c}, пройде відстань {\displaystyle \ c|t_{x}-t_{y}|} меншу, ніж {\displaystyle \ |\mathbf {x} -\mathbf {y} |}. Тому точка {\displaystyle \ y} не зазнає дії сигналу, який вийшов із точки {\displaystyle \ x}, а отже, вимірювання у точках {\displaystyle \ x,y} не вплинуть один на одного. Звідси випливає, що оператори, які відповідають фізичним величинам {\displaystyle \ L(x),L(y)} при {\displaystyle \ (x-y)^{2}<0}, повинні комутувати один з одними:
{\displaystyle \ [{\hat {L}}(x),{\hat {L}}(y)]=0,\quad (x-y)^{2}<0\quad (1)}.
Як правило, усі оператори квантової теорії поля, що відповідають основним фізичним величинам, є деякими функціями полів, точніше — поліномами виду
{\displaystyle \ {\hat {L}}_{AB}^{\sigma }=\sum _{A_{i},B_{j}}G_{AA_{1}...A_{n}BB_{1}...B_{m}}^{\sigma }{\hat {\Psi }}_{A_{1}}(x)...{\hat {\Psi }}_{A_{n}}(x){\hat {\Psi }}_{B_{1}}^{\dagger }(x){\hat {\Psi }}_{B_{m}}^{\dagger }(x)}.
Тут {\displaystyle \ G_{AA_{1}...A_{n}BB_{1}...B_{m}}^{\sigma }} побудований із лоренц-коваріантних об'єктів — тензора Леві-Чивіта, метричного тензора, матриць Паулі, гамма-матриць, метрики спінорів тощо, {\displaystyle \ A_{i},B_{j}} — набори спінорних індексів.
Це означає, що для виконання {\displaystyle \ (1)} необхідно накласти одну з умов
{\displaystyle \ [{\hat {\psi }}_{A}(x),{\hat {\psi }}_{B}^{\dagger }(y)]_{\pm }=G_{AB}^{\pm }(x-y)D_{0}^{(\pm )}(x-y)},
де {\displaystyle \ D_{0}(x-y)=0,\quad (x-y)^{2}<0}. Аналогічні рівності також повинні бути справедливі для всіх можливих (анти)комутаторів полів (два поля ермітово спряжені, два неспряжені). До аналогічного результату можна прийти, вимагаючи від S-оператора лоренц-інваріантності.
Масивним полем спіну {\displaystyle \ s} {\displaystyle \ {\hat {\Psi }}_{A}(x)} є об'єкт
{\displaystyle \ {\hat {\Psi }}_{A}(x)=\sum _{\sigma }\int {\frac {d^{3}\mathbf {p} }{\sqrt {(2\pi )^{3}2p_{0}}}}\left(k_{1}u_{A}^{\sigma }(\mathbf {p} ){\hat {a}}_{\sigma }(\mathbf {p} )e^{-ipx}+k_{2}v_{A}^{\sigma }(\mathbf {p} ){\hat {b}}_{\sigma }^{\dagger }(\mathbf {p} )e^{ipx}\right)},
де мітка {\displaystyle \ \sigma } пробігає {\displaystyle \ 2s+1} значень, а коефіцієнтні функції пов'язані співвідношеннями
{\displaystyle \ s=k:u_{A}^{\sigma }(\mathbf {p} )=(-1)^{s+\sigma }v_{A}^{-\sigma }(\mathbf {p} )},
якщо поле є полем цілого спіну, чи напівцілого спіну із відсутністю інваріантності відносно просторових інверсій, і
{\displaystyle \ u_{A}^{\sigma }(\mathbf {p} )=(-1)^{s+\sigma }\gamma _{5}v_{A}^{-\sigma }(\mathbf {p} )},
якщо теорія вільного поля напівцілого є інваріантною відносно просторових інверсій.
Безмасовим полем спіральності {\displaystyle \ \lambda } є вираз
{\displaystyle \ {\hat {\Psi }}_{a_{1}...a_{2s}}^{(\lambda )}(x)=\int {\frac {d^{3}\mathbf {p} }{\sqrt {(2\pi )^{3}2|\mathbf {p} |}}}u_{a_{1}...a_{2s}}^{(-\lambda )}(\mathbf {p} )\left(k_{1}e^{-ipx}{\hat {a}}_{-\lambda }(\mathbf {p} )+k_{2}e^{ipx}{\hat {b}}_{\lambda }^{\dagger }(\mathbf {p} )\right),\quad s=\lambda }.
Безмасовим полем спіральності {\displaystyle \ -\lambda } є вираз
{\displaystyle \ {\hat {\Psi }}_{{\dot {a}}_{1}...{\dot {a}}_{2s}}^{(-\lambda )}(x)=\int {\frac {d^{3}\mathbf {p} }{\sqrt {(2\pi )^{3}2|\mathbf {p} |}}}u_{{\dot {a}}_{1}...{\dot {a}}_{2s}}^{(-\lambda )}(\mathbf {p} )\left(k_{3}e^{-ipx}{\hat {a}}_{\lambda }(\mathbf {p} )+k_{4}e^{ipx}{\hat {b}}_{-\lambda }^{\dagger }(\mathbf {p} )\right),\quad s=\lambda }.
2. Нехай існує вакуумний стан, оператори народження та знищення утворюють фоківський базис та задовольняють одному із типів співвідношень — комутаторним чи антикомутаторним рівностям
{\displaystyle \ [{\hat {a}}_{\sigma }(\mathbf {p} ),{\hat {b}}_{\sigma {'}}(\mathbf {k} )]_{\pm }=[{\hat {a}}_{\sigma }(\mathbf {p} ),{\hat {b}}_{\sigma {'}}^{\dagger }(\mathbf {k} )]_{\pm }=[{\hat {a}}_{\sigma }^{\dagger }(\mathbf {p} ),{\hat {b}}_{\sigma {'}}(\mathbf {k} )]_{\pm }=[{\hat {a}}_{\sigma }^{\dagger }(\mathbf {p} ),{\hat {b}}_{\sigma {'}}^{\dagger }(\mathbf {k} )]_{\pm }=0},
{\displaystyle \ [{\hat {a}}_{\sigma }(\mathbf {p} ),{\hat {a}}_{\sigma {'}}^{\dagger }(\mathbf {k} )]_{\pm }=[{\hat {b}}_{\sigma }(\mathbf {p} ),{\hat {b}}_{\sigma {'}}^{\dagger }(\mathbf {k} )]_{\pm }=\delta _{\sigma \sigma {'}}\delta (\mathbf {p} -\mathbf {k} )},
причому для одного поля {\displaystyle \ {\hat {a}},{\hat {b}}} мають статистику одного типу (комутаційну чи антикомутаційну).
Із цих співвідношень одразу слідує, що
{\displaystyle \ [{\hat {\Psi }}_{A}(x),{\hat {\Psi }}_{B}(y)]_{\pm }=[{\hat {\Psi }}_{A}^{\dagger }(x),{\hat {\Psi }}_{B}^{\dagger }(y)]_{\pm }=0}.
3. Для випадку теорій цілого спіну та теорій напівцілого спіну, неінваріантних відносно операції просторової інверсії, (анти)комутатор полів має вигляд
{\displaystyle \ [{\hat {\Psi }}_{A}(x),{\hat {\Psi }}_{B}^{\dagger }(y)]_{\pm }=G_{AB}\left(i{\frac {\partial }{\partial x}}\right)(|k_{1}|^{2}D_{m}(x-y)\pm (-1)^{2s}D_{m}(y-x)),\quad D_{m}(x-y)=\int {\frac {d^{3}\mathbf {p} }{(2\pi )^{3}2p_{0}}}e^{-ip(x-y)}\qquad (2)}.
Тут {\displaystyle \ G_{AB}\left(i{\frac {\partial }{\partial x}}\right)} — поліном по похідних відповідно лише парних та непарних степенів для цілого та напівцілого спіну.
Для просторовоподібних інтервалів {\displaystyle \ D_{m}(x-y)=D_{m}(y-x)}, тому {\displaystyle \ (2)} набуває вигляду
{\displaystyle \ [{\hat {\Psi }}_{A}(x),{\hat {\Psi }}_{B}^{\dagger }(y)]_{\pm }=G_{AB}\left(i{\frac {\partial }{\partial x}}\right)D_{m}(x-y)(|k_{1}|^{2}\pm (-1)^{2s}|k_{2}|^{2})}.
У результаті при {\displaystyle \ |k|_{1}=|k_{2}|} маємо
{\displaystyle \ [{\hat {\Psi }}_{A}(x),{\hat {\Psi }}_{B}^{\dagger }(y)]_{\pm }=|k_{1}|G_{AB}\left(i{\frac {\partial }{\partial x}}\right)D_{m}(x-y)(1\pm (-1)^{2s})\qquad (3)}.
Звідси очевидно, що у випадку цілого спіну для рівності нулю виразу {\displaystyle \ (3)} треба вибирати комутатор, а у випадку напівцілого — антикомутатор.
3. Для випадку теорій напівцілого спіну, інваріантних відносно операції просторової інверсії, (анти)комутатор має вигляд
{\displaystyle \ [{\hat {\Psi }}_{A}(x),{\hat {\bar {\Psi }}}_{B}(y)]_{\pm }=(i\gamma ^{\mu }\partial _{\mu }+m)R_{AB}\left(i{\frac {\partial }{\partial x}}\right)\left(|k_{1}|^{2}D_{m}(x-y)\mp |k_{2}|^{2}D_{m}(y-x)\right)}.
Тут поліном {\displaystyle \ R_{AB}\left(i{\frac {\partial }{\partial x}}\right)} має доданки, що складаються із добутків парних кількостей похідних та гамма-матриць, і доданки, що складаються із добутків непарних кількостей похідних та гамма-матриць. Повторюючи міркування п. 3, обираємо {\displaystyle \ |k_{1}|=|k_{2}|} та знак, що відповідає антикомутатору.
Теорема доведена повністю.